# Astrid Gräslund
Ruth Astrid Olivia Gräslund (tidigare Norlin), född 14 februari 1945 i Uppsala, är en svensk biofysiker.
Gräslund studerade teknisk fysik vid Kungliga Tekniska högskolan och tog civilingenjörsexamen 1967. Hon bedrev därefter forskarutbildning i biofysik vid Stockholms universitet och disputerade 1974. Hon stannade på samma institution till 1988, från 1977 som docent i biofysik. 1988 till 1993 var hon professor i medicinsk biofysik vid Umeå universitet och från 1993 professor i biofysik vid Stockholms universitet.
Gräslund är ledamot av Kungliga Vetenskapsakademien sedan 1993. Hon var sekreterare i Nobelkommittén för kemi 1996–2014 och var även ledamot av densamma från 2010.